# Bauplanungsrecht
In Deutschland ist das Bauplanungsrecht (auch: Städtebaurecht) ein Teilgebiet des öffentlichen Baurechts. Ihm kommt die Aufgabe zu, die rechtliche Qualität des Bodens und seine Nutzbarkeit festzulegen. Es regelt damit die flächenbezogenen Anforderungen an ein Bauvorhaben. Zielsetzung ist die Sicherstellung einer geordneten städtebaulichen Entwicklung; zentrales Element hierfür ist die Bauleitplanung. Das Städtebaurecht regelt dementsprechend die Vorbereitung und Leitung der baulichen und sonstigen Nutzung der Grundstücke. Das Städtebaurecht in Deutschland ist Bundesrecht; seine Rechtsquellen sind das Baugesetzbuch (BauGB) und die auf das Baugesetzbuch gestützten Rechtsverordnungen: Baunutzungsverordnung (BauNVO), Planzeichenverordnung und Wertermittlungsverordnung. Flankiert und ergänzt wird das Städtebaurecht des Bundes durch zahlreiche weitere Rechtsbereiche, die spezialgesetzliche Regelungen für das Bauen enthalten, die zum Teil für alle Bauvorhaben, zum Teil für Bauvorhaben in besonderer örtlicher Lage, teilweise nur für Sonderbauten gelten.
Das Bauplanungsrecht schafft somit die planerischen Voraussetzungen für die Bebauung und die Nutzung einzelner Grundstücke. Es bestimmt, ob, was und wie viel gebaut werden darf und welche Nutzungen zulässig sind. Davon zu unterscheiden ist das Bauordnungsrecht der Länder, das in Gestalt der jeweiligen Landesbauordnung regelt, wie im Einzelnen gebaut werden darf. Außerdem gibt es das Baunebenrecht. Mit diesem Begriff sind andere fachgesetzliche Vorschriften gemeint, die über ihre Regelungen in die Bebaubarkeit von Flächen eingreifen können (z. B. im Straßenrecht, wo es Anbauverbote gibt).
Im Baugesetzbuch ist die Aufstellung von Bauleitplänen geregelt, die ihrerseits Regeln über Art und Maß der zulässigen Bebauung im Plangebiet enthalten. Außerdem enthält es Vorschriften (Auffangvorschriften) darüber, welche Nutzung in Bereichen zulässig ist, für die kein Bauleitplan erstellt ist (unbeplante Gebiete). 
Räumliche Perspektive des Bauplanungsrechts ist die jeweilige Gemeinde, der in ihrer Gemarkung die Planungshoheit zusteht. Planungen, die räumlich über das Gemeindegebiet hinausreichen, nennt man Regionalplanung oder auch Landesplanung.
Kein Gegenstand des Bauplanungsrechts sind die Planungen für überörtliche Infrastrukturmaßnahmen wie z. B. Verkehrswege, für die besondere Fachgesetze existieren. Derartige Fachplanungen erlangen ihre rechtliche Zulässigkeit über Planfeststellungsverfahren.